# Ayesha Malik
Ayesha Malik   (Karachi, 3 de juny de 1966) és una jutgessa pakistanesa. És la primera dona jutge del Tribunal Suprem de la història del Pakistan. El 6 de gener de 2022, la Comissió Judicial del Pakistan va aprovar el seu nomenament al Tribunal Suprem del Pakistan. Malik també ha exercit com a jutgessa del Tribunal Superior de Lahore al Pakistan del 27 de març de 2012 al 5 de gener de 2022.

## Biografia

### Educació
Ayesha va cursar la seva educació bàsica a escoles de París i Nova York i va completar els seus estudis a la Francis Holland School per a noies de Londres. Al Pakistan, va assistir a la Karachi Grammar School on va obtenir el títol de llicenciada en comerç. Després es va llicenciar en dret al Pakistan College of Law i va cursar el màster de dret a la Facultat de Dret de Harvard. Malik va ser nomenada London H. Gammon Fellow 1998-1999 per mèrits excepcionals.

#### Carrera jurídica
Ayesha va començar la seva carrera legal com a ajudant de Fakhurddin G. Ebrahim a Fakhruddin G. Ebrahim & Co., a Karachi de 1997 a 2001. Del 2001 al 2004, Malik va treballar amb Rizvi, Isa, Afridi & Angell, primer com a associada sènior i del 2004 al 2012, com a sòcia. Va exercir en diferents firmes i es va especialitzar en banca, empreses i dret civil.
El 27 de març de 2012, Ayesha es va convertir en jutgessa del Tribunal Superior de Lahore.
El gener de 2019, Ayesha A. Malik es va convertir en la presidenta del Comitè per a la Protecció de les Dones Jutges a Lahore, Pakistan. Aquest comitè va ser format pel president del Tribunal Suprem per prendre mesures contra el comportament dels advocats cap a les jutgesses als tribunals de districte.
Ayesha també forma part de l'Associació Internacional de Dones Jutges (IAWJ), una iniciativa d'apoderament de les dones mitjançant la igualtat i la justícia per a totes les nenes i dones. Ayesha és una defensora de la importància de la perspectiva de gènere per defensar l'estat de dret.
La pràctica legal d'Ayesha consisteix en compareixences als tribunals superiors, tribunals de districte, tribunals bancaris, tribunals especials i tribunals d'arbitratge. A Anglaterra i Austràlia, ha participat com a testimoni expert en casos de dret de família relacionats amb qüestions de custòdia dels fills, divorci, drets de la dona i protecció constitucional de les dones al Pakistan. Ha estat autora de diversos judicis notables amb referència específica als drets de les dones i la igualtat de gènere.
Ayesha ha presidit el Comitè de Supervisió Femenina dels Oficials Judicials, que va examinar totes les qüestions relacionades amb les dones funcionàries judicials.
Malik escolta els assumptes ambientals al Tribunal Superior de Lahore i és un jutge verd que defensa la justícia ambiental.
Ha treballat en el procés per accelerar eficaçment el procés de litigis mitjançant l'automatització i la gestió de casos.
El gener de 2022, va prestar jurament com a jutge del Tribunal Suprem del Pakistan. Es va convertir en la primera dona jutge del Tribunal Suprem.
Va ser honrada com una de les 100 dones de la BBC el desembre de 2022.

### Ensenyament
Ayesha ha ensenyat Dret Bancari a la Universitat de Punjab, al Departament de Màster en Negocis i Tecnologia de la Informació i Dret Mercantil a la Facultat de Ciències de Comptabilitat i Gestió de Karachi.
Va desenvolupar un curs sobre "sensibilització de gènere per als processos judicials" per a la Junta de l'Acadèmia Judicial del Punjab. També va compilar un manual sobre lleis ambientals per facilitar als tribunals el tractament de qüestions mediambientals.

### Treball Social
Ayesha ha treballat com a advocada, pro bono per a ONGs implicades en programes de mitigació de la pobresa, programes de microfinançament i programes de formació d'habilitats.
També va ensenyar, com a voluntària, anglès i desenvolupament d'habilitats comunicatives a l'escola SOS Herman Gmeiner de Lahore (un projecte d'Aldees Infantils SOS) durant molts anys.